# Публічна діяльність
Публі́чна дія́льність — діяльність в ім'я загального блага, в інтересах всіх, на виконання загальної волі. Як правило, проводитися за  рахунок  якихось  загальних  ресурсів суспільства. Тобто діяльність направлена в протилежний бік від приватної, отже учасники публічної діяльності, в розрізі юриспруденції, набувши публічні права, втрачають частину приватних прав.
Публічна діяльність заснована не на забезпеченні власного інтересу органу управління, не на волі вибору, а на функціональній заданості мети. Для цього у законодавстві чітко визначаються завдання і функції публічних органів, їх компетенція і повноваження, процедури створення і діяльності та відповідальності за перевищення меж компетенції того чи іншого органу публічної влади.
Відносини, що опосередковують приватну і публічну діяльність, відрізняються проміж собою за природою та методами їхнього регулювання, однак головне, що їх відрізняє, — це мета, задля якої здійснюється публічна чи приватна діяльність, інтерес, якого прагнуть досягти учасники відповідних відносин.